# Caspar Lehmann

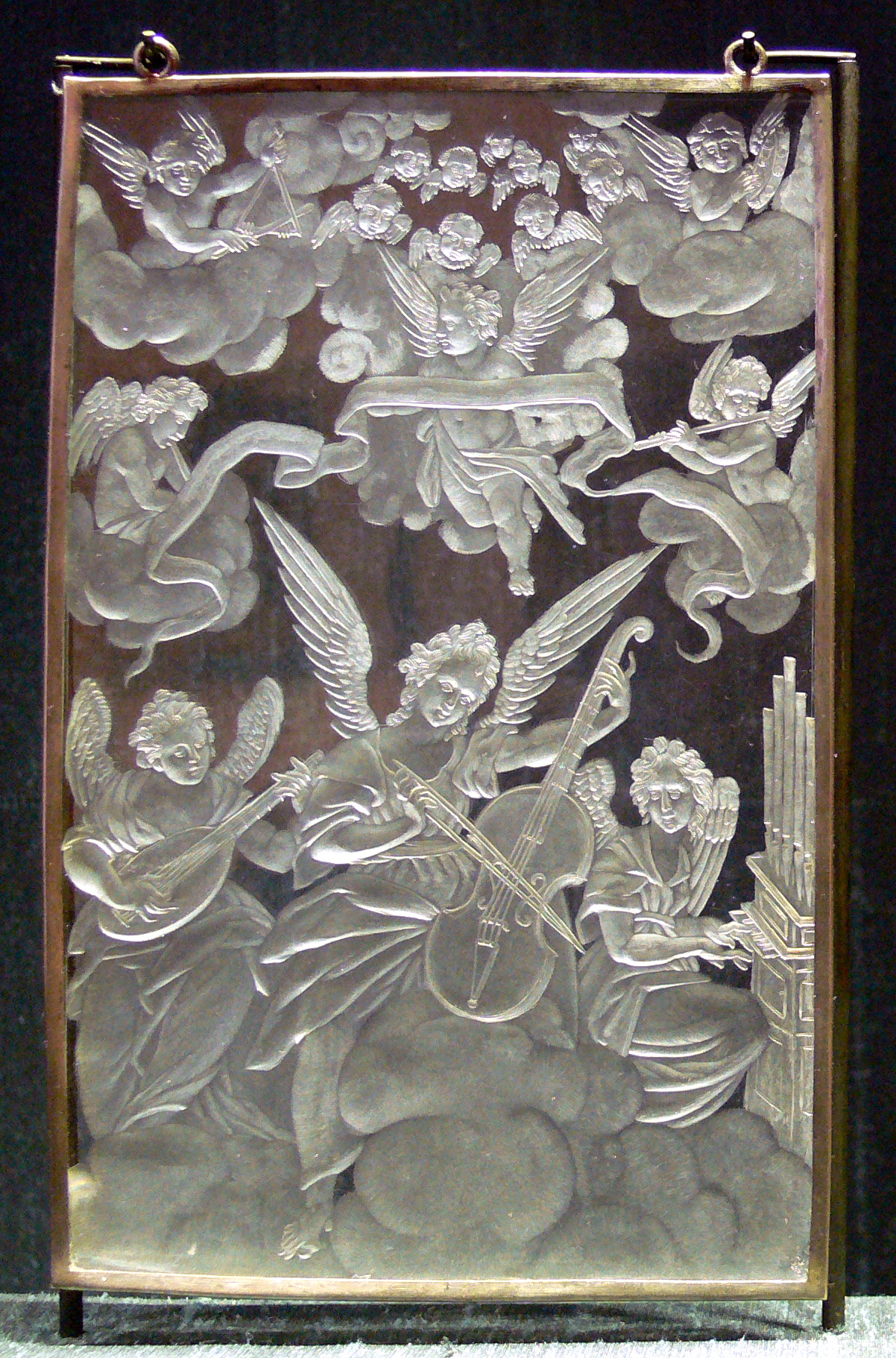
Caspar Lehmann: Zenélő angyalok

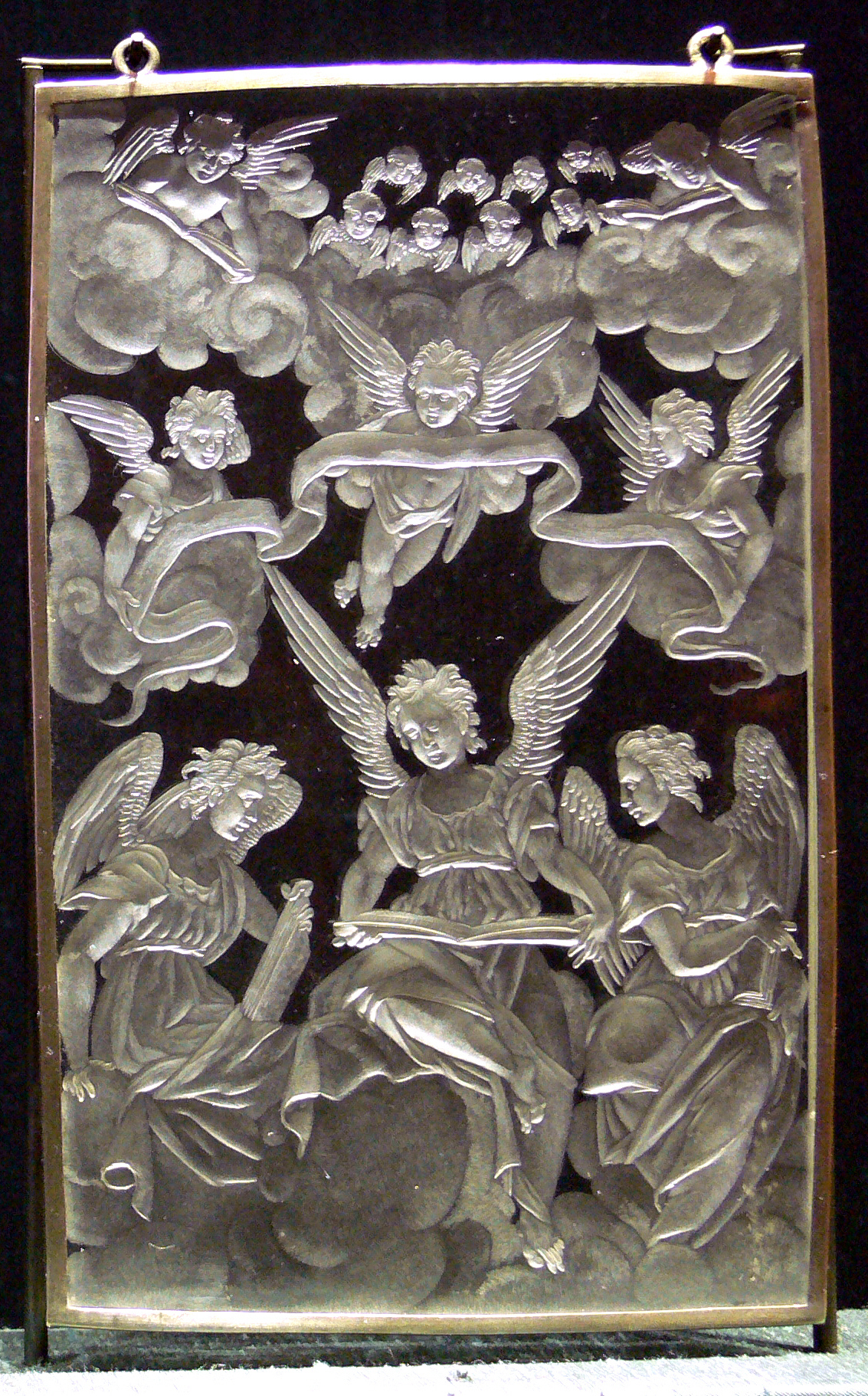
Caspar Lehmann: Éneklő angyalok

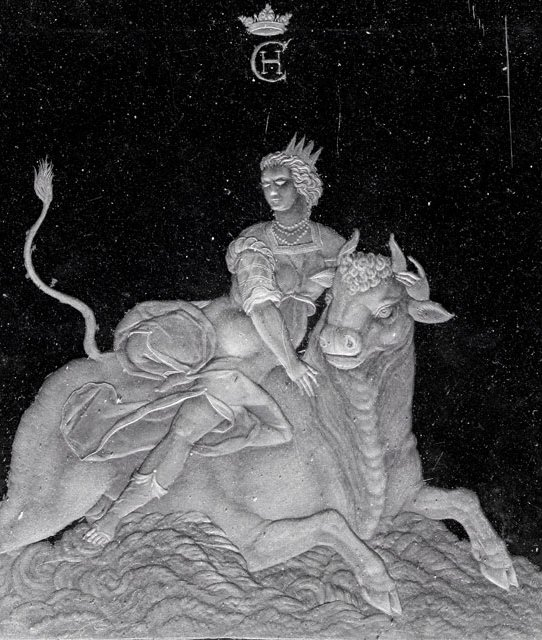
Caspar Lehmann: Európé elrablása (1608)

Caspar Lehmann (Lüneburg, ? – Prága, 1622) szász nemzetiségű prágai üvegműves, ékszerész.
Szászországi szülőfalujából költözött Prágába, amikor II. Rudolf üvegműveseket gyűjtött udvarába azzal a céllal, hogy próbálják meg a mind ritkább és egyre nehezebben beszerezhető hegyikristályt (és egyéb féldrágaköveket) üveggel helyettesíteni.
Lehmann az üveg megmunkálására adaptálta a drágakőcsiszolók forgó korongos technikáját, fényes sikerrel. A gyorsan forgó bronzkorongokkal nagy felületeket tudtak megmunkálni mind az intaglio (Tiefschnitt, „mély metszés”), mind a Hochschnitt, „magas dombormű”) technikával. Lehmann 1609-ben kapott szabadalmat a császártól eljárására. Tanítványai németek voltak, akik a harmincéves háború pusztításai elől menekülve elterjesztették az új módszert a német nyelvterületen.
Halála után szabadalmát leghíresebb tanítványa, Georg Schwanhardt örökölte, aki visszatelepült szülővárosába, Nürnbergbe, ahol műhelye a német üvegmetszők legjelentősebb iskolájává vált.